# Подозрение (фильм, 2001)
«Подозре́ние» — российский четырёхсерийный телевизионный художественный фильм 2001 года режиссёра Вячеслава Сорокина. Фильм снят на студии «Про-синема продакшн» по заказу телеканала «ОРТ».

## Сюжет
Во время своей смены дежурная медсестра Саша Сомова подвергается нападению загадочного незнакомца. В процессе расследования этого происшествия выясняется, что мотивы для убийства могут присутствовать у всех людей из её окружения.

## В ролях
| Актёр                 | Роль                                               |
| --------------------- | -------------------------------------------------- |
| Евгения Добровольская | Саша Сомова, медсестра                             |
| Алексей Гуськов       | Андрей Данилов, следователь                        |
| Александр Феклистов   | Борис Анатольевич, врач                            |
| Лариса Удовиченко     | Нина, подруга Сомовой                              |
| Владимир Зайцев       | Игорь, друг Нины                                   |
| Яна Шивкова           | Оксана, медсестра                                  |
| Валентина Талызина    | мама Андрея Данилова                               |
| Вячеслав Гришечкин    | Геннадий Павлович, врач                            |
| Римма Маркова         | тётя Дуся, медсестра                               |
| Всеволод Шиловский    | начальник милиции                                  |
| Ярослав Бойко         | Вадим, бывший муж Сомовой                          |
| Людмила Титова        | секретарша адвоката Клешнина (первая-вторая серии) |
| Фёдор Добронравов     | пьяный задержанный (вторая серия)                  |
| Александр Самойлов    | пьяный посетитель в баре (четвёртая серия)         |
| Татьяна Шатилова      | уборщица в подъезде (первая серия)                 |
| Спартак Сумченко      | дежурный в отделении милиции                       |
| Андрей Казаков        | Серёжа, дежурный в отделении милиции               |
| Никита Тарасов        | санитар (четвёртая серия; нет в титрах)            |

## Награды
- Конкурс «ТЭФИ—2001» — премия в категории «Продюсер» (Константин Эрнст, Анатолий Максимов, Джахонгир Файзиев в совокупности за сериалы «Подозрение», «Убойная сила 2», «Граница. Таёжный роман», «Остановка по требованию», «Империя под ударом»)[1][2]
- III фестиваль телевизионного художественного кино «Сполохи» (2002) — премия в категории «Лучшая актриса» (Евгения Добровольская)[3]